# Дедушкин, Пётр Семёнович
Пётр Семёнович Де́душкин (1915 — 1995) — советский дипломат. Чрезвычайный и полномочный посланник I класса. Член КПСС.

## Биография
- В 1946—1951 годах — секретарь Смоленского, затем Архангельского областных комитетов ВКП(б).
- В 1951—1953 годах — сотрудник аппарата ЦК ВКП(б).
- В 1953—1955 годах — советник посольства СССР в Румынии.
- В 1955—1956 годах — 1-й заместитель начальника Управления кадров МИД СССР.
- В 1956—1957 годах — заместитель начальника Управления кадров МИД СССР.
- В 1957—1958 годах — заместитель заведующего V Европейским отделом МИД СССР.
- В 1958—1960 годах — заведующий V Европейским отделом МИД СССР.
- В 1960—1963 годах — советник-посланник посольства СССР в Югославии.
- В 1962 году — поверенный в делах СССР в Югославии.
- В 1963—1966 годах — сотрудник аппарата ЦК КПСС.
- С 6 мая 1966 по 20 мая 1969 года — чрезвычайный и полномочный посол СССР в Ливане.
- В 1969—1977 годах — на ответственной работе в центральном аппарате МИД СССР.

## Награды
- Орден Трудового Красного Знамени (31 декабря 1966)
- Орден «Знак Почёта» (22 октября 1971)[1]